# 철도원 (소설)
《철도원》(鉄道員 폿포야[*])은 아사다 지로의 단편 소설이자 이를 원작으로 1999년에 개봉된 일본 영화이다.

## 줄거리
홋카이도의 죽어가는 외딴 촌락에 사는 한 역장은 죽은 아내와 딸에 대한 기억에 시달린다. 마을을 운행하는 철도가 폐쇄될 예정이 되자, 예전 동료가 그에게 리조트 호텔 일자리를 제안하지만, 그는 철도원이라는 직업을 감정적으로 놓을 수 없었다. 그의 삶은 그의 딸을 닮은 기차에 관심 있는 젊은 여성을 만나면서 전환점을 맞는다.

## 출연
- 다카쿠라 겐
- 오타케 시노부
- 히로스에 료코
- 다나카 요시코
- 요시오카 히데타카
- 오자와 사야카
- 시무라 겐
- 안도 마사노부
- 반도 에이지
- 기타로
- 이시바시 렌지

## 주제가
- 〈폿포야〉 (작사: 오쿠다 다미오, 작곡: 사카모토 류이치, 노래: 사카모토 미우)

## 한국판 성우진(MBC)
- 권혁수 - 사토 오토마츠 (다카쿠라 켄)
- 김태훈 - 스기우라 센지 (고바야시 넨지)
- 기경옥 - 사토 시즈에 (오타케 시노부)
- 박소라 - 사토 유키코 (히로스에 료코)
- 김영선 - 히데오(센지 아들) (요시오카 히데타카)
- 표영재 - 토시유키 (안도 마사노부)
- 김서영 - 12살 유키코
- 윤성혜 - 센지 아내 (다나카 요시코)
- 김은영 - 식당 할머니
- 황윤걸
- 최한
- 문남숙
- 박신희
- 방성준
- 이원찬
- 정재헌

## 용어
- 호로마이 역: 홋카이도에 위치하고 있다. 모티브는 이쿠토라역이다.

## 같이 보기
- 일본 영화